# Edward Forster
Edward Forster (Walthamstow, 12 de outubro de 1765 — 23 de fevereiro de 1849) foi um botânico inglês.
Autor de Catalogus avium in insulis Britannicis habitantium cura et studio Eduardi Forsteri jun (1817).